# Diacria danae
Diacria danae is een slakkensoort uit de familie van de Cavoliniidae. De wetenschappelijke naam van de soort is voor het eerst geldig gepubliceerd in 1982 door Leyen & van der Spoel.